# D. J. Harrison
D. J. Harrison, né le 7 mai 1979, à Philadelphie, en Pennsylvanie, est un ancien joueur américain de basket-ball. Il évolue au poste d'ailier.

## Palmarès
- Champion de France 2009
- Coupe d'Irlande 2004
- Coupe de Suisse 2009